# Йоси Варди
Йоси Варди (на иврит: יוסי ורדי, с рождено име: Йосиф Варди) е израелски предприемач и инвеститор. Той е един от първите предприемачи на високи технологии в Израел. За повече от 47 години той е основал и помогнал за изграждането на над 85 високотехнологични компании в различни области, сред които софтуер, енергетика, интернет, мобилни устройства, електрооптика и пречиствателни станции.

## Биография
Роден е на 2 септември 1942 г. в град Тел Авив, Израел. Учи в Технион – Израелски технологичен институт в Хайфа, завършва с бакалавърска степен, специализира в инженерството на промишленото управление. След това получава магистърска степен по оперативни изследвания и докторска степен.